# Theydon Bois
Theydon Bois – wieś i civil parish w Anglii, w hrabstwie Essex, w dystrykcie Epping Forest. Leży 27 km na zachód od miasta Chelmsford i 25 km na północny wschód od Londynu. W 2011 roku civil parish liczyła 4062 mieszkańców.